# Славко Барбарич
Славко Барбарич (11 березня 1946, с. Драгичина, Боснія і Герцеговина — 24 листопада 2000, гора Крижевац, Меджугор'є, Боснія і Герцеговина) — монах-францисканець і католицький священик з Боснії і Герцеговини, дотичний до об'явлень Пресвятої Богородиці у Меджугор'є, духовний наставник очевидців цих об'явлень у 1984—2000 рр. Був прихильником Католицького харизматичного руху.

## Біографія

### Ранні роки життя
Славко Барбарич народився у родині Марка та Луції Барбаричів у селі Драгичина недалеко від Черина 11 березня 1946 року і був четвертим із шести дітей. Відвідував початкову школу у Черині та гімназію у Дубровнику (1961—1965). Вступив до новіціату францисканської провінції Герцеговина 14 липня 1965 року, а у 1966 році — на факультет теології та філософії у Високо. Продовжив освіту в Сараєво, а завершив у Шваці, Австрія.
Славко Барбарич склав чернечі обітниці в Ла-Верні, Італія 17 вересня 1971 року та був висвячений на священика в Ройтте, Австрія 19 грудня 1971 року. Вивчаючи душпастирську психологію в Італії, захопився католицьким харизматичним рухом. Як член францисканської громади у Фронляйтені в Австрії, вів там пастирську діяльність і навчався на факультеті теології в Граці, де у 1973 році отримав ступінь магістра пастирської теології. Був уперше призначений капеланом у Чаплині 22 вересня 1973 року, де залишався до 1978 року, коли поїхав навчатися у Фрайбург, Німеччина. Там у 1982 році отримав докторський ступінь з релігійної педагогіки і звання «психотерапевт».

### Служіння в церкві
З 1981 по 1984 рік служив капеланом у Мостарі, але здебільшого перебував у Меджугор'ї після об'явлень Пресвятої Богородиці у червні 1981 року. Головним завданням його було релігійне виховання молоді. Часто організовував паломництво зі студентами в Меджугор'є, проводив молитовні семінари для сестер-монахинь в Білому Полі біля Мостара, адорації, поклоніння Хресту, молитву вервиці на горі Подбрдо і Хресну дорогу на горі Крижевац, щорічні зустрічі для священиків і молоді, семінари посту й молитви у домі «Домус Пачис».
Комуністична влада переслідувала Барбарича. Захистив його від переслідувань кардинал Франьо Кухарич. Згодом Барбарич був призначений капеланом у Меджугор'є, замінивши Томислава Влашича на посту духовного наставника очевидців об'явлень Пресвятої Богородиці і продовживши вести хроніки об'явлень. Єпископ Павао Жанич не знав про діяльність Барбарича у Меджугор'є, схваливши це призначення 16 серпня 1984 року. Барбарич залишався в Меджугор'ї до 1985 року, коли його перевели в село Благай недалеко від Мостара. Тим не менш, він продовжував свою діяльність у Меджугор'ї, всупереч наказу єпископа, пропагуючи культ Богоматері Меджугор'є та подорожуючи по світу з очевидцями об'явлень.
У 1988 році його перевели до Гумаца біля міста Любушки, але в 1991 році він знову нелегально переїхав до Меджугор'я, де залишався до самої смерті без необхідного декрету від єпископа. Після війни Барбарич заснував і очолив інститут для виховання та догляду «Майчине село», де мешкають сироти, які втратили батьків на війні, діти з неповноцінних сімей, літні люди, які лишилися без нагляду, хворі діти. Психотерапевтична освіта дозволила йому працювати з наркозалежними у спільнотах «Ченаколо» і «Кампо делла Віта». Благодійну допомогу отримували з усього світу і Славко Барбарич зосереджувався на двох напрямках: «Фонд для дітей загиблих солдатів у війні» і «Фонд на таланти» (допомога студентам).
У 1999 році єпископ Ратко Перич з'ясував, що Барбарич діяв у Меджугор'є без пастирського декрету і призупинив його конфесійну юрисдикцію 20 лютого 2000 року. Барбарич попросив єпископа про перегляд, але єпископ підтвердив своє попереднє рішення. Він знову поскаржився до Святого Престолу з цього приводу. Єпископ наполягав, щоб Барбарич підписав заяву про послух і покинув Меджугор'є. Він підписав заяву 20 червня 2000 року, але все ще залишався у Меджугор'ї. Єпископ знову призупинив його конфесійну юрисдикцію 30 жовтня 2000 року.
Помер Славко Барбарич на горі Крижевац 24 листопада 2000 року, де встановлено пам'ятну плиту. Похований на місцевому цвинтарі у Ковачиці, Меджугор'є. Наступного дня, 25 листопада 2000 року, у посланні Богородиця сказала:

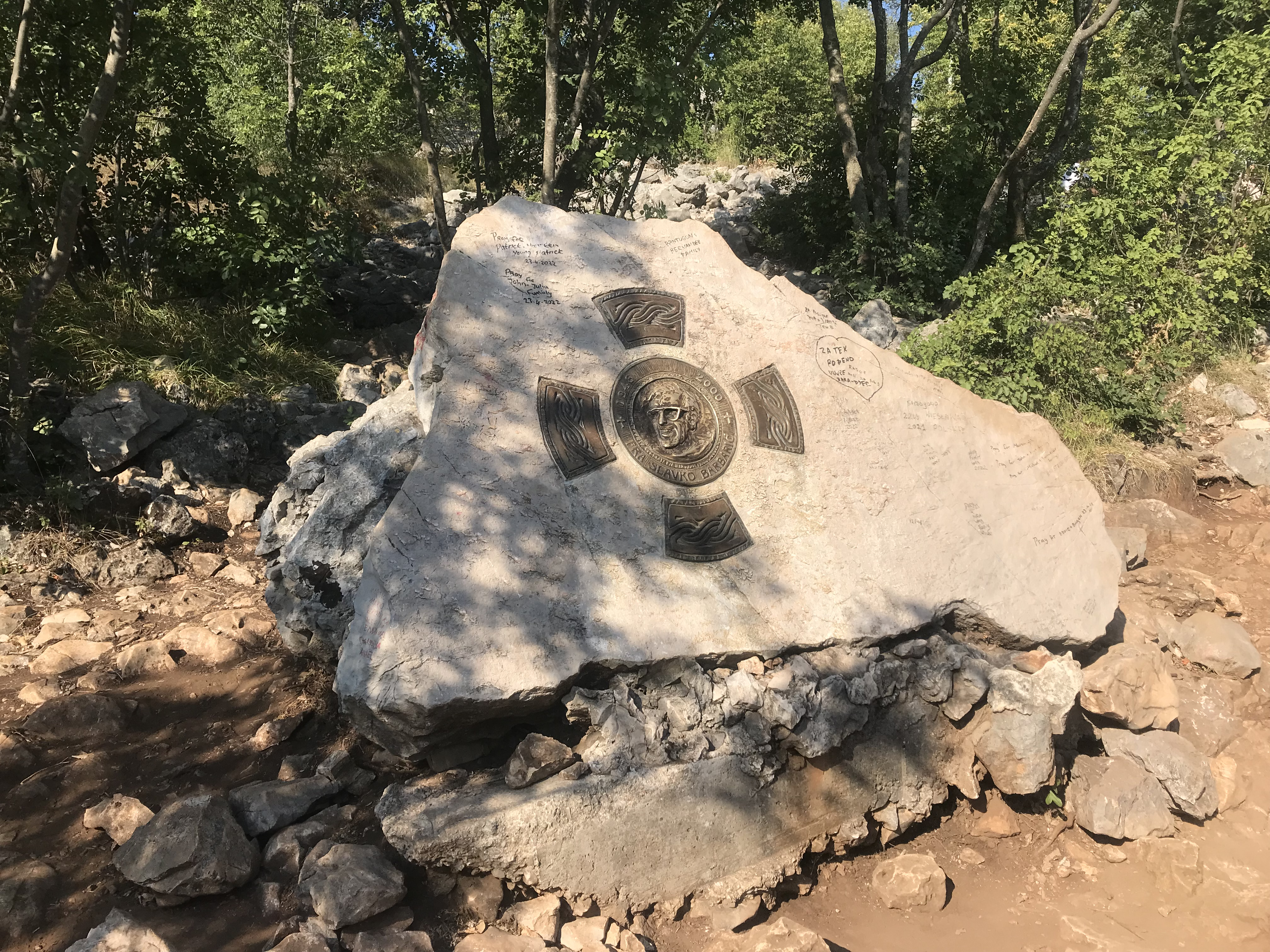
Пам'ятна плита на місці смерті Славка Барбарича на горі Крижевац

|                                                    | Я радію з вами й хочу вам сказати, що ваш брат Славко (о. Славко Барбарич. – Прим.) народився в Небі й заступається за вас. |
| — З послання Богородиці від 25 листопада 2000 року | |

## Праці
З початку свого служіння в Меджугор'ї Барбарич почав писати книги: «Постіться серцем», «Дай мені своє зранене серце», «У школі любові», «Поклоняйтеся моєму сину серцем», «З Ісусом і Марією на Голгофу до Воскресіння», «Молитися разом радісним серцем», «Маріє, веди нас до миру», «Йди за мною серцем». Книги Славка Барбарича перекладені двадцятьма мовами й опубліковані в більш ніж 20 мільйонах копій по всьому світу. Окрім цих книг, він публікував статті у різних регіонах. Редагував бюлетень св. Франциска  у Чаплині, співпрацював з радіо «Голос миру» і «Мир» у Меджуґор'є.

## Спогади про отця Славка Барбарича

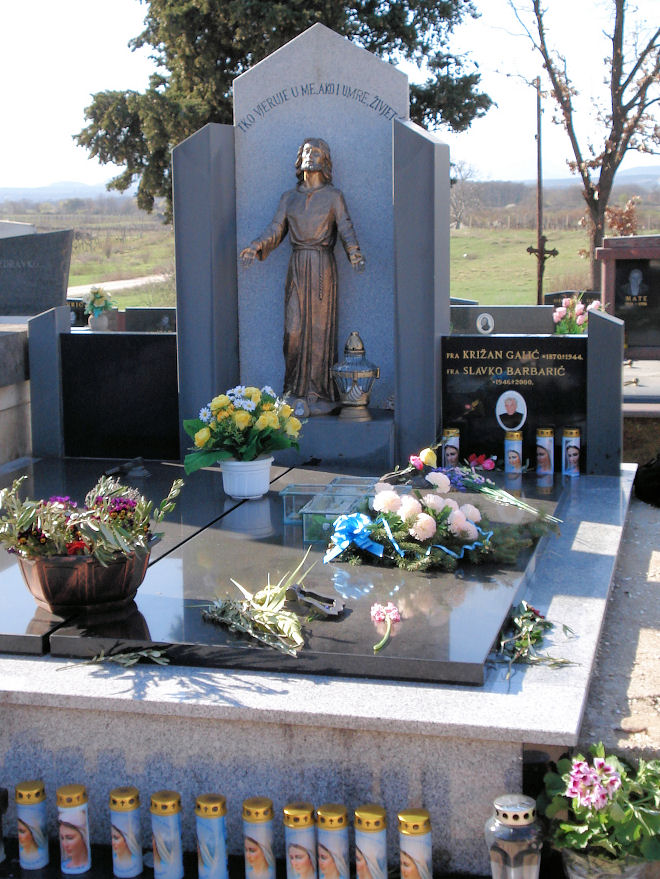
Могила Славка Барбарича у Меджугор'ї

|                 | Відколи я вперше приїхав до Меджуґор’я 14 серпня 1990 року, мені пощастило багато разів чути й спостерігати за о. Славком, котрий працював із паломниками. Що мене найбільше вразило в ньому, то це його поклоніння перед Пресвятими Дарами. Бачачи, із якою вірою він поклонявся Ісусові, я зрозумів, що молитва – це насправді розмова з Богом, який любить і слухає нас. Коли отець молився, здавалося, що для нього ніхто й ніщо не має значення, крім Ісуса. У цьому була його сила: він першим пережив усе, що згодом нам порадив, і саме тому він залишається для нас справжнім прикладом! |
| — Мануель Реато | |

|             | Для мене о. Славко був людиною, яка мала здатність свідчити ділами, а не словами. Це було не так легко вести нас, молодих, радити нам, коли ми не слухали цієї поради з самого початку через наш бунт. Але йому завжди все вдавалось, навіть коли ми заслуговували на докір. Під час одного семінару посту, молитви та тиші мені, 17-літній, вдавалося все, окрім мовчання. Наш о. Славко це знав, він лагідно подивився на мене з кінця кімнати, попрямував до мене – і я вже тремтіла в собі, бо знала, що балаканиною псую концепцію семінару. Він просто сів на стілець біля мене, подивився на мене ніжно, по-батьківськи й продовжував попивати чай. Я зрозуміла урок і не образилася, а він залишався батьком і керівником, якого рідко можна зустріти. |
| — Теа Сушац | |

|                   | Я приїхала в Меджуґор’є в 1996 році, шукаючи своє покликання. Мені не все було зрозуміло. Тоді о. Славко був живий. Усі молоді люди його любили й просили про допомогу. Я пам’ятаю одну з його порад: «Якщо не знаєш, чому Богородиця тебе покликала, не хвилюйся: Вона покаже тобі це в потрібний час. Ти просто люби, проживай із любов’ю кожну мить. Кожне добро, яке ти чиниш із любов’ю – як крок до вершини гори, і тому, приймаючи з любов’ю все, що приходить щодня, ти досягнеш вершини й там усе ясно побачиш». Так усе й було. Я знаю, що під його проводом розкрила власне покликання: дарувати своє життя за здійснення планів Богородиці щодо миру та Її намірів. Отець Славко тут, він заступається за нас. Подяка йому за незабутній приклад способу, як жити посланнями Богородиці – просто, з любові до Господа й ближнього. |
| — Терезія Ґажіова | |

|                       | Одна зі сказаних ним речей, що глибоко закарбувалась в моїй пам’яті й про що я ніколи не забуду, така: «Бог такий великий і такий вільний. Люди будували стіни та вали. У тих рамках, що люди збудували, я буду служити й писати». Це було так приємно бачити, що він ніколи не вважав себе надто прекрасним, щоб втручатися скрізь, де це було необхідно. Він був вільний від будь-якої зарозумілості та глибоко й свято шанував Бога. За всі ті роки, які провела біля нього, я ніколи не бачила, щоб він сердився, нарікав, скаржився. Він ніколи ні про кого не говорив погано, але завжди допомагав у пошуку істини. Він добре знав, що таке зло, а що є поганим. Він знав, як це бути глибоко зраненим, іноді трохи гірким, але він не знав помсти й не сердився. Він ніколи не вважав себе жертвою чужого зла. Він не вірив автоматично, коли хтось говорив йому щось про когось іншого. У нього не було часу на плітки, він був зайнятий тим, що робив добро. Він часто повторював одну фразу: «Я не хочу померти відпочилим». Здається, він був почутим. |
| — Мілона фон Габсбург | |

|                   | Отець Славко – це людина, за якою я щодня спостерігала, як він творив і творив. Отець Славко мав серце, яке змінювалося щодня в молитві, серце, яке формувалось згідно з Божою волею близькістю та теплотою Богородиці. Ось чому він міг і знав, як відчути потреби цього світу. Спочатку він відчув голод і спрагу молодих людей за Богом і дав їм змогу зустріти його на Міжнародній молодіжній молитовній зустрічі, потребу своїх священників у духовному відновленні під покровом Богородиці, а потім подружніх пар. І тепер ми досить чітко бачимо, як о. Славко був каналом для Божих планів, бо все, що він розпочав, продовжується. |
| — Марія Дуганджич | |